# Липкин, Семён Израилевич
Семён Изра́илевич Ли́пкин (при рождении Зельман Израилевич Липкин; 6 [19] сентября 1911, Одесса, Херсонская губерния, Российская империя — 31 марта 2003, Переделкино, Москва, Россия) — русский советский поэт, прозаик и переводчик.

## Биография
Родился 6 (19 сентября) 1911 года в Одессе в ремесленной еврейской семье, проживавшей в доме № 34 по Пушкинской улице. Отец — кустарь-закройщик Израиль Абрамович-Ицкович Липкин (1878 или 1880—1938) — снимал мужскую портняжную мастерскую в Авчинниковском переулке, дом № 8, кв. 6, где с 1913 года жила вся семья. В записи о рождении сына (1911) и в списках квартиронанимателей от 8 января 1918 года отец указан как мещанин местечка Рясна Чаусского уезда Могилёвской губернии. Мать — Рися Мойшевна (Розалия Моисеевна) Липкина (в девичестве Безпалко, 1878 или 1894—1964), дочь мещанина местечка Козин Каневского уезда Киевской губернии; сестра Клара (1920—1949), брат Михаил (1923—1995). Родители заключили брак в Одессе 17 января 1910 года.
По совету Эдуарда Багрицкого в 1929 году переехал в Москву, где познакомился с Осипом Мандельштамом и вошёл в неформальный акмеистический кружок Аркадия Штейнберга вместе с Арсением Тарковским и Марией Петровых. В том же году в «Известиях» Максим Горький опубликовал его стихотворение «Леса», которое «было в рамочке врезано в главу из „Клима Самгина“».
Член Союза писателей СССР с момента его основания в 1934 году. Окончил Московский инженерно-экономический институт (1937). Самостоятельно выучив персидский язык, стал публиковать переводы иранских и таджикских поэтов, которые принесли ему признание. В советское время часто переиздавались выполненные Липкиным в 1940-е и 1950-е годы переводы: калмыцкого эпоса «Джангар» (1940), киргизского «Манаса» (1941), героической повести «Манас Великодушный» (1947), кабардинских «Нартов» (1951), поэм Навои «Лейли и Меджнун» (1943) и «Семь планет» (1948), «Сказания о Бахраме Чубине» (1952) и «Шахнаме» (1955), поэмы «Гуль и Навруз» Лутфи (1959). Первая книга собственных стихов увидела свет, когда Липкину было 56 лет.
С началом Великой Отечественной войны (июнь 1941) призван в действующую армию, сражался в рядах 110-й Калмыцкой кавалерийской дивизии и Волжской военной флотилии, капитан административной (авиационно-технической) службы. Также работал военным корреспондентом на южных фронтах.
В годы оттепели Липкин стал поднимать общественно-политические темы, неудобные для советской власти, что привело к диссидентскому развороту в его судьбе. Так, в книге поэм «Вождь и племя» (распространялась в самиздате) обратился к трагедии депортированных народов, а также (раздел «Нестор и Сария») к судьбе Нестора Лакобы и его репрессированной жены Сарии. В 1974 году написал о посещении вместе с Багрицким дачи наркома внутренних дел Николая Ежова. В 1968 году стихотворение Липкина «Союз», в котором говорится о народе И, было воспринято «читателями, официальной критикой и особенно пропагандистами антисионистской кампании Ю. Ивановым и Е. Евсеевым как иносказательное прославление еврейского народа».
Поэт хранил у себя копию запрещённого к публикации романа «Жизнь и судьба» своего ближайшего друга Василия Гроссмана. С помощью А. Д. Сахарова, Б. Ш. Окуджавы и В. Н. Войновича в середине 1970-х годов копия романа была вывезена из СССР и опубликована в Швейцарии в 1980 году.
Участник альманаха «Метрополь». В 1979 году, вместе с женой Инной Лиснянской и Василием Аксёновым, вышел из СП СССР в знак протеста против исключения из него Виктора Ерофеева и Евгения Попова. С началом перестройки (1986) был восстановлен в рядах Союза писателей.
Умер на 92-м году жизни и был похоронен на Переделкинском кладбище (фото могилы).

## Семья
- Первая жена (с 1933 года) — Нина Сергеевна Куликова (1905—1998)[29].
  - Дети — Зоя (род. 1938), выпускница МГУ, математик, кандидат физико-математических наук, доцент РУТ, автор научных трудов; Яков (род. 1939), выпускник МГУ, математик, литератор, сотрудник ЦНИИ ЭВТ; Ирина (род. 1943), выпускница МГУ, математик, научный сотрудник Бюро медицинской статистики и ЦНИИ организации и информатизации здравоохранения Минздрава РФ; Георгий (род. 1943), врач.
- Вторая жена — Инна Львовна Лиснянская (1928—2014), поэтесса.

## Творчество
В советские годы был известен преимущественно как переводчик. С 1934 года переводил с восточных языков поэзию, главным образом эпическую: в частности, аккадский эпос «Поэма о Гильгамеше», татарский эпос «Идегей», калмыцкий эпос «Джангар», киргизский эпос «Манас», памятник индийской культуры «Бхагавадгита». Липкин сделал доступной для русскоязычного читателя значительную часть поэтического наследия Габдуллы Тукая. Для «Библиотеки всемирной литературы» переводил произведения Кабира и поэтессы Лал. На основе народных сказаний написал детские книги «Приключения богатыря Шовшура» (1947) и «Царевна из Города Тьмы» (1961).
Чуткость Липкина не только к антисемитизму, но и к любым проявлениям национального ущемления пронизывает многие ключевые его сочинения, которые не могли появиться в подцензурной печати советского периода. Так, сборник «Воля» впервые увидел свет в США (издательство «Ардис», предисловие Иосифа Бродского). Произведения Липкина насыщены сюжетами и образами из Библии, еврейскими темами. Особое место в его творчестве занял Холокост («На Тянь-Шане», 1959; «Вильнюсское подворье», 1963; «Зола», «Моисей», «Памятное место» — 1967). Публикация в 1980-е и 1990-е годы всего массива стихов Липкина заслонила его достижения в качестве переводчика. По оценке Евгения Ермолина, «в стихах Липкина запечатлён опыт сопротивления и выживания, опыт стойкого неприятия лжи и зла».
Из художественной прозы Липкина наиболее крупное по объёму произведение — роман «Декада» (1983) о депортациях малых кавказских народов. Также его перу принадлежат мемуарная книга «Записки жильца» (1962—1976), воспоминания о В. С. Гроссмане, О. Э. Мандельштаме, А. П. Платонове, А. А. Ахматовой, Н. А. Заболоцком, Г. А. Шенгели, А. А. Тарковском и других.

## Признание
- Три ордена «Знак Почёта» (1954[34], 1957, 1960)
- Государственная премия Таджикской ССР имени Рудаки (1967)
- Заслуженный работник культуры Узбекской ССР (1968)
- Народный поэт Калмыцкой АССР (1968)
- Государственная премия Республики Татарстан имени Габдуллы Тукая (1992)
- «Герой Калмыкии» (2001) с вручением высшей награды Калмыкии — ордена «Белый лотос»
- Орден «Манас» III степени (15 января 2001 года, Кыргызстан) — за большой вклад в развитие кыргызской литературы, многолетнюю плодотворную переводческую деятельность, взаимообогащение национальных культур[35]
- Премия Президента Российской Федерации в области литературы и искусства 2002 года (13 февраля 2003 года)[36].
- орден Отечественной войны II степени, медали

## Сочинения

### Поэзия
- Родина: [Стихи]. — М.—Л.: Военмориздат, 1941. — 24 с.
- Очевидец: Стихотворения разных лет. — М.: Сов. писатель, 1967. — 183 с.
- Очевидец: Стихотворения разных лет / [Ил.: Д. Б. Пюрвеев]. — Элиста: Калмыцкое книжное издательство, 1974. — 126 с.
- Вечный день: Стихотворения / [Ил.: Ю. И. Космынин]. — М.: Сов. писатель, 1975. — 95 с.: ил.
- Тетрадь бытия: [Стихи и переводы / Худ. В. Манин]. — Душанбе: Ирфон, 1977. — 223 с.
- Воля: [Стихи]. — Ann Arbor: Ardis, 1981. — 300 с.
- Кочевой огонь: [Стихотворения. Поэмы]. — Ann Arbor: Ardis, 1984. — 167 с.
- Лира: Стихи разных лет. — М.: Правда, 1989. — 29, [3] с.
- Лунный свет: Стихотворения и поэмы. — М.: Современник, 1991. — 251, [1] с.
- Письмена: Стихотворения. Поэмы / [Вступ. ст. С. Рассадина]. — М.: Худ. лит., 1991. — 350, [1] с.
- Перед заходом солнца: [Стихи и переводы, 1990—1993]. — М.; Париж; Нью-Йорк: Третья волна, 1995. — 142, [1] с.
- Посох: Стихотворения / [Худож. М. Акимов]. — М.: ТОО «ЧеРо», 1997. — 141, [1] с.
- Семь десятилетий: Стихотворения. Поэмы. — М.: Возвращение, 2000. — 590, [1] с.
- Воля: Стихи, поэмы. — М.: ОГИ, 2003. — 492 с.
- Липкин С. И. Очевидец: Избранные стихотворения. — М.: Время, 2008. — 736 с. — ISBN 978-5-9691-0286-6.
- Посох. — М.: АСТ, 2009. — 320 с.

### Проза
- Сталинградский корабль.— М.: Военмориздат, 1943. — 62, [2] с.
- Декада: [Летопис. повесть]. — New York: Chalidze, 1983. — 184 с.
  - Декада / [Послесл. В. Максимова, С. Рассадина]. — М.: Кн. палата, 1990. — 284, [2] с.
- Картины и голоса: [Драматург. проза / Предисл. В. Максимова]. — London: Overseas publ. interchange, 1986. — 104 с.
- Сталинград Василия Гроссмана. — Ann Arbor: Ardis, 1986. — 145 с.
- Жизнь и судьба Василия Гроссмана. — М.: Книга, 1990. — 269, [2] с.
- Угль, пылающий огнём: Зарисовки и соображения. — М.: Б. и., 1991. — 46, [2] с.
- Вторая дорога: Зарисовки и соображения. — М.: Олимп, 1995. — 269 с.
- Квадрига: Повесть; Мемуары. — М.: Книжный сад; Аграф, 1997. — 636, [2] с.

### Переводы
- Поэзия Чечено-Ингушетии. — М., 1938.
- Джангар. — М.: Правда, 1940.
- Джангар. — М.: Гослитиздат, 1940.
- Джангар. — М.: Гослитиздат, 1940.
- Манас / Пер. С. Липкина и М. Тарловского. — М., 1941.
- Навои А. Лейли и Меджнун. — Ташкент, 1943.
- Навои А. Лейли и Меджнун. — М., 1945.
- Поэты Киргизии. — М., 1946.
- Тукай Г. Шурале. — М.—Л., 1946.
- Манас Великодушный. — М., 1947.
- Тукай Г. Стихотворения. — М.—Л., 1948.
- Тукай Г. Шурале. — Казань, 1948.
- Алимджан Х. Ойгуль и Бахтиер. — Ташкент, 1948.
- Навои А. Лейли и Меджнун. — М.—Л., 1948.
- Навои А. Семь планет. — Ташкент, 1948.
- Новые стихи. — Сталинабад, 1949.
- Шогенцуков Али. Поэмы. — Нальчик, 1949.
- Навои А. Семь планет. — М.—Л., 1949.
- Цадасса Г. Три поэмы. — Махачкала, 1950.
- Мирмухсин. Уста Гияс. — Ташкент, 1951.
- Турсун-заде М. Поток приветствий. — Сталинабад, 1951.
- Турсун-заде М. Путешественник по Индии. — Сталинабад, 1951.
- Фирдоуси А. Сказание о Бахраме Чубина. — Сталинабад, 1952.
- Из дагестанской поэзии. — Махачкала, 1952.
- Махмуд Х. Песни любви. — Махачкала, 1954.
- Навои А. Семь планет. — М., 1954.
- Фирдоуси А. Шах-намэ. — М., 1955.
- Кабардинская эпическая поэзия. — Нальчик, 1956.
- Турсун-заде М. Голос Азии. — М.: Молодая гвардия, 1957; Сталинабад, 1957.
- Навои А. Лейли и Меджнун. — Ташкент, 1957.
- Джангар. — М., 1958.
- Цадаса Г. Сказка о зайце и льве. — Махачкала, 1958.
- Абулохасан Рудаки. Избранное / Пер. с таджикского-фарси В. Левика и С. Липкина. — М.: Худ лит., 1958.
- Фирдоуси А. Поэмы из «Шах-намэ». — Сталинабад, 1959.
- Голоса шести столетий. — Ташкент, 1960.
- Страницы таджикской поэзии. — Сталинабад, 1961.
- Строки мудрых. — М.: Сов. писатель, 1961.
- Гургани Ф. Вис и Рамин. — М., 1963.
- Турсун-заде М. Дорогая моя. — М., 1963.
- Турсун-заде М. и Рахим-зода Б. Путь солнечного луча. — Душанбе, 1964.
- Цадаса Г. Сказка о зайце и льве. — Махачкала, 1964.
- Кабир. Лирика / Пер. с хинди С. Липкина. — М.: Худ. лит., 1965. — 174 с. с портр. — (Сокровища лирической поэзии).
- Джангар. — Элиста, 1966.
- Тукай Г. Шурале. — Казань, 1966.
- Тукай Г. Шурале. — Л., 1967.
- Гэсэр. — М., 1968.
- Навои А. Сочинения в 10 т. Том 5. Лейли и Меджнун. — Ташкент, 1968.
- Навои А. Сочинения в 10 т. Том 6. Семь планет. — Ташкент, 1968.
- Цадаса Г. Сказка о зайце и льве. — Махачкала, 1969.
- Махабхарата. — М., 1969.
- Золотая цепь. — М., 1970.
- Мечиев К. Огонь очага. — М., 1970.
- Джангар. — Элиста, 1971.
- Турсун-заде М. От Ганга до Кремля. — М.: Сов. писатель, 1971; М.: Правда, 1971.
- Поэты Таджикистана. — 1972.
- Гэсэр. — М., 1973.
- Дебет Златоликий и его друзья. — Нальчик, 1973.
- Калидаса. Драмы и поэмы / Пер. с санскрита С. Липкина. Подстрочный пер., вст. статья, примеч. Б. Захарьина. — М.: Худ. лит., 1974.
- Джангар. Песнь седьмая. — Элиста, 1974.
- Тукай Г. Шурале. — М., 1974
- Шогенцуков Али. Камбот и Ляца. — Нальчик, 1975.
- Тукай Г. Шурале. — М., 1975.
- Шогенцуков Али. Мадина. — Нальчик, 1976.
- Мечиев К. Избранное. — М., 1976.
- Джангар. — Элиста, 1977.
- Слово и камень: Избранные переводы из узбекской поэзии. — Ташкент, 1977.
- Тукай Г. Водяная. — М., 1978.
- Тукай Г. Сказка о козе и баране. — Казань, 1986.
- Джангар. — Элиста, 1989.
- Идегей. — Казань, 1990.
- Семьдесят две небылицы. — Элиста, 1990.
- Навои А. Лейли и Меджнун. — Ташкент, 1990.
- Идегей. — Казань, 1994.
- Манас Великодушный. — Рига, 1995.

### Переложения
- Приключение богатыря Шовшура, прозванного Лотосом. — М., 1947, 1958, 1960.
- Манас Великодушный. — М.—Л., 1948.
- Манас Великодушный. — М., 1958.
- Сожжение змей. — М., 1958.
- Царевна из Города Тьмы. — М., 1961.
- О богатырях, умельцах и волшебниках. — М., 1963.
- Держава ранних жаворонков. — М., 1968.
- Рождённый из камня. — М., 1974.